# Sylvisorex pluvialis
Sylvisorex pluvialis és una espècie de mamífer de la família de les musaranyes (Soricidae). És originària del Camerun i de la República Centreafricana, on viu als boscos de plana humits tropicals o subtropicals.